# Theodor Reuter (Ingenieur, 1838)

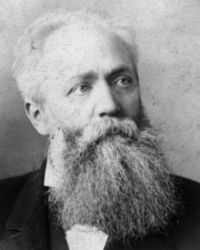
Theodor Reuter

Christian Theodor Reuter (* 20. September 1838 in Apenrade (Nordschleswig); † 26. November 1909 in Nierstein) war ein Königlich-Preußischer Schuldirektor.
1855 begann Reuter, der Ingenieur werden wollte, eine praktische Lehrzeit in der Tischlerei Buntzen bei Flensburg. Diese setzt er 1858 in der Maschinenfabrik Georg Egestorff in Linden fort und nahm ein Jahr später ein Maschinenbaustudium am Polytechnikum Karlsruhe auf. Im Jahr 1862 wurde Reuter als Ingenieur in der Lokomotivfabrik Eduard Brown Wilson in London eingestellt und wurde später Oberingenieur bei Chaplin & Co. 1867 kehrte er nach Deutschland zurück und nahm im November eine Tätigkeit bei der Firma Ringofen Hofmann in Berlin auf, in deren Prager Filiale er ein Jahr danach die Geschäftsleitung  übernahm.
Am 1. Oktober 1879 wurde Theodor Reuter erster Direktor der neu eingerichteten Königlichen Fachschule für Metall-Industrie in Iserlohn, die an Stelle der Königlichen Provinzial-Gewerbeschule zu Iserlohn entstand und welche er bis 1891 leitete. Aus ihr ging nicht nur das Theodor-Reuter-Berufskolleg Iserlohn hervor, sondern auch das heutige Berufskolleg für Technik Iserlohn und die Fachhochschule Südwestfalen. Nach dieser Tätigkeit gründete Reuter im Auftrag der preußischen Regierung die Maschinenbauschule in Magdeburg.
Theodor Reuter ging 1904 in den Ruhestand und übersiedelte erst nach Seeheim und kurz darauf nach Nierstein. Wenige Jahre später verstarb er dort.
| Personendaten    | Personendaten                                                           |
| ---------------- | ----------------------------------------------------------------------- |
| NAME             | Reuter, Theodor                                                         |
| ALTERNATIVNAMEN  | Reuter, Christian Theodor (vollständiger Name)                          |
| KURZBESCHREIBUNG | deutscher Maschinenbauingenieur und Königlich-Preußischer Schuldirektor |
| GEBURTSDATUM     | 20. September 1838                                                      |
| GEBURTSORT       | Apenrade (Nordschleswig)                                                |
| STERBEDATUM      | 26. November 1909                                                       |
| STERBEORT        | Nierstein                                                               |